# Yiinthi kakadu
Yiinthi kakadu är en spindelart som beskrevs av Davies 1994. Yiinthi kakadu ingår i släktet Yiinthi och familjen jättekrabbspindlar. Inga underarter finns listade i Catalogue of Life.